# Jizera
Pour les articles homonymes, voir Iser.
La Jizera (en allemand : Iser ; en polonais : Izera) est une rivière de la Tchéquie et un affluent de l'Elbe. 

## Géographie
Elle prend sa source dans les monts de la Jizera (en allemand : Isergebirge). Son premier affluent, la Jizerka (Jizera Mineure), qui prend sa source dans les monts des Géants, vient à sa confluence à Hrabačov près de Jilemnice.
La Jizera draine un bassin de 2 193 km2 et, après un parcours de 164 km, se jette dans l'Elbe non loin de Lázně Toušeň.

## Villes arrosées par la Jizera
D'amont en aval :
- Jablonec nad Jizerou (Jablonetz)
- Semily (en allemand : Semil)
- Železný Brod
- Turnov (Turnau)
- Mnichovo Hradiště (Münchengrätz)
- Bakov nad Jizerou (Bakow-an-der-Iser)
- Mladá Boleslav (Jung-Bunzlau)
- Benátky nad Jizerou

## Étymologie

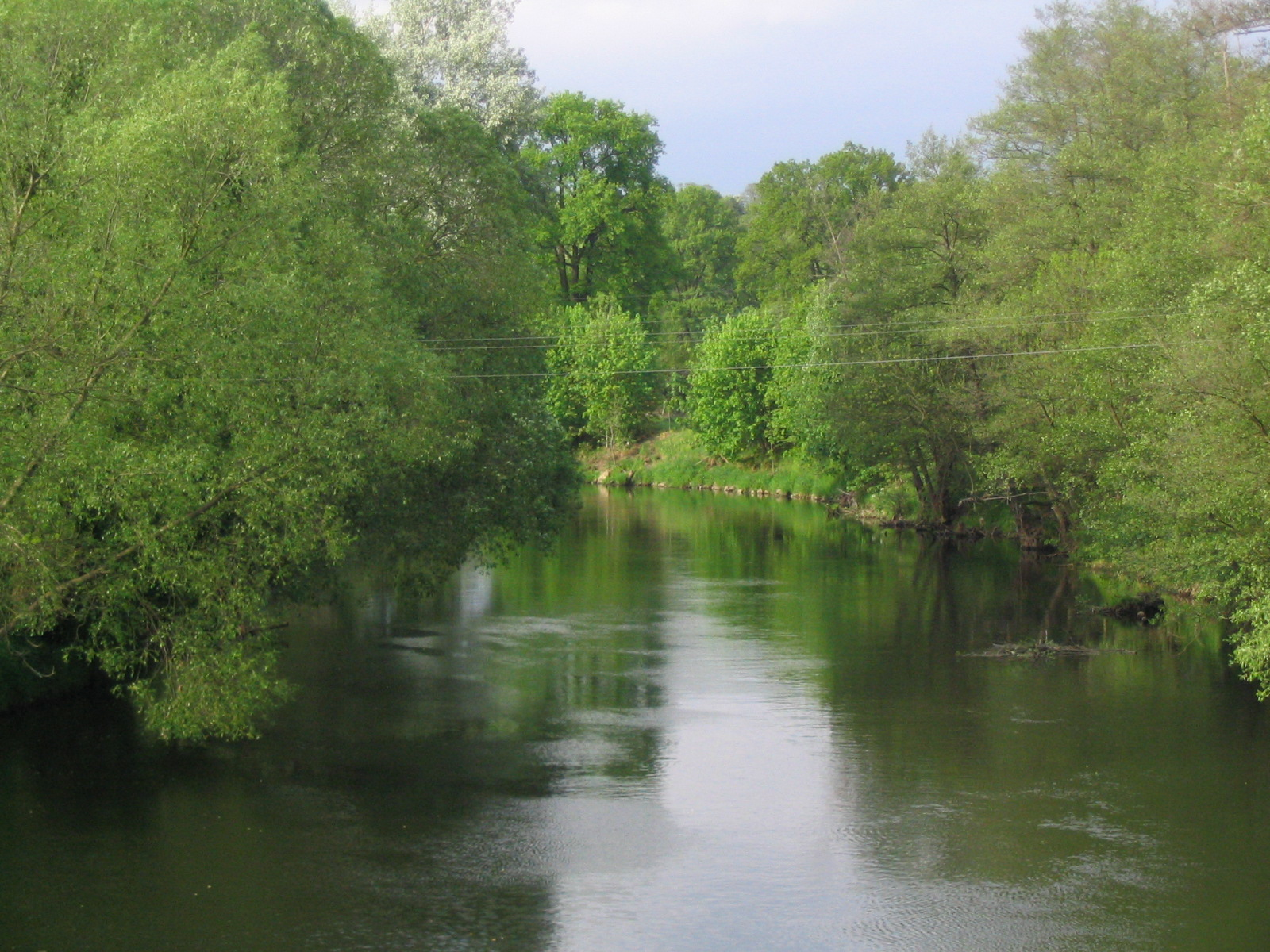
Cours moyen de la Jizera près de Mnichovo Hradiště.

L'hydronyme est celte et témoigne de la présence des Boïens, il est le même que l'Isère française.
Le nom vient certainement des mots gaulois is et ara (eau vive, rivière).
D'autres fleuves d'Europe partagent cette étymologie :
- l’Isère, célèbre fleuve du Dauphiné
- l’Oise
- l’Isar, fleuve du Tyrol et de la Bavière
- l’Yser
- etc.